# San Gabriel, Veracruz
San Gabriel är en ort i Mexiko.   Den ligger i kommunen Tezonapa och delstaten Veracruz, i den sydöstra delen av landet, 270 km öster om huvudstaden Mexico City. San Gabriel ligger 155 meter över havet och antalet invånare är 175.
Terrängen runt San Gabriel är kuperad åt nordost, men åt sydväst är den platt. Runt San Gabriel är det ganska tätbefolkat, med 100 invånare per kvadratkilometer. Närmaste större samhälle är Cosolapa, 6,2 km nordost om San Gabriel. Trakten runt San Gabriel består till största delen av jordbruksmark.